# Delosinidae
Delosinidae es una familia de foraminíferos bentónicos de la superfamilia Delosinoidea, del suborden Buliminina y del orden Buliminida. Su rango cronoestratigráfico abarca el Holoceno.

## Discusión
Clasificaciones previas incluían Delosinidae en el suborden Rotaliina y/o orden Rotaliida.

## Clasificación
Delosinidae incluye a las siguientes géneros:
- Delosina
- Neodelosina

Otro género considerado en Delosinidae es:
- Delosinoides, aceptado como Neodelosina